# Шакиров, Шерзот Шафкатович
Шерзот (Шерзод) Шафкатович Шакиров (род. 18 ноября 1990, Майлуу-Суу, Джалал-Абадская область) — киргизский футболист, защитник клуба «Нефтчи» (Кочкор-Ата) и сборной Кыргызстана.

## Биография

### Клубная карьера
Начал заниматься футболом в городе Майлуу-Суу, там же дебютировал на взрослом уровне в соревнованиях первой лиги. В 2010 году перешёл в клуб высшей лиги «Нефтчи» (Кочкор-Ата), в том же сезоне стал чемпионом и обладателем Кубка Кыргызстана. В 2012—2014 годах выступал за ошский «Алай», с которым стал чемпионом Кыргызстана 2013 года. В 2015—2016 годах играл за бишкекский «Дордой», с которым дважды завоёвывал медали чемпионата и стал двукратным обладателем Кубка страны.
В 2016 году перешёл в бахрейнский клуб «Аль-Хала» (Мухаррак). Затем играл в любительских соревнованиях в России за команду «Кубанская корона» (Шевченко). Осенью 2017 года выступал в первой лиге Грузии за «Зугдиди», сыграл 14 матчей и забил один гол.
В 2018 году вернулся в Кыргызстан и стал играть за «Нефтчи». Признан лучшим футболистом национального чемпионата 2018 года, сыграв 28 матчей и забив 7 голов.

### Карьера в сборной
В национальной сборной Кыргызстана дебютировал 13 апреля 2014 года в матче против Афганистана, заменив на 64-й минуте Фаруха Абитова. По состоянию на январь 2019 года сыграл 14 матчей за сборную.